# Masuna
Masuna ou Massônas (en grec ancien : Μασσωνας) est un roi du royaume des Maures et des Romains au début du VIe siècle. Il est originaire de l'ouest algérien, actuelle Maurétanie césarienne . Il est peut-être suivi par Mastigas dans les années 530 et Garmul dans les années 560. Masuna est le premier dirigeant connu de ce royaume, supposé avoir été établi par des chefs et dirigeants berbères locaux à la suite de la chute de l'Empire romain d'Occident et de la perte du contrôle romain sur la Maurétanie. Son règne voit l'arrivée des forces byzantines en Afrique du Nord, avec lesquelles il s'allie, et la chute du royaume vandale.
Pendant la guerre des Vandales (533-534), Masuna soutient l'Empire byzantin et également lors des guerres byzantines contre les tribus berbères révoltées sous une confédération dirigée par Iaudas, souverain d'un royaume dans l'Aurès.

## Règne

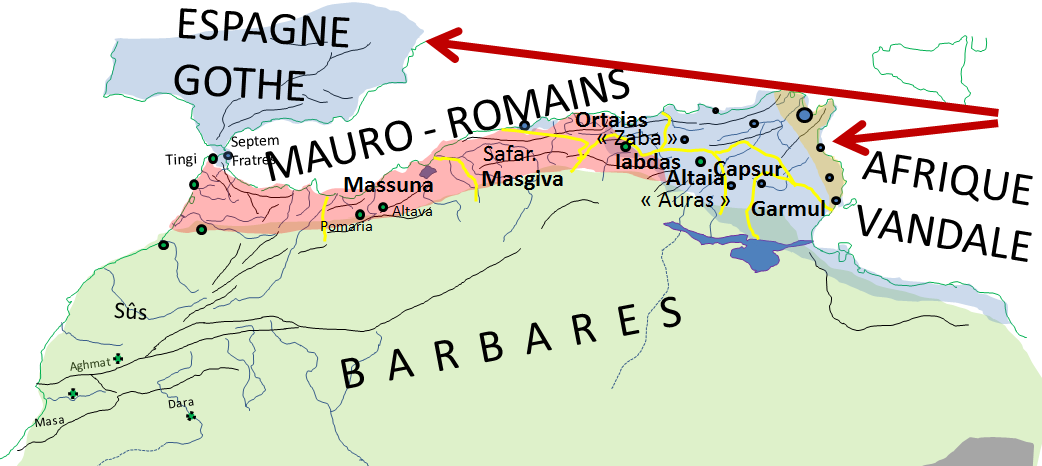
Afrique du Nord au.

Masuna est le plus ancien dirigeant connu du royaume des Maures et des Romains, un royaume barbare fondé dans l'ancienne province de Maurétanie césarienne à la suite de la chute de l'Empire romain d'Occident. Ce royaume, contrairement a beaucoup d'autres royaumes barbares, s'étend au-delà des frontières de l'ancien Empire romain, englobant des territoires berbères qui n'ont jamais été sous contrôle romain. Masuna n'est connu que par une inscription sur une fortification à Altava (actuelle Ouled Mimoun, dans la wilaya d'Oran), datée de 508, où il se titre lui-même de Rex gentium Maurorum et Romanorum, le « roi des peuples romains et maures ». Il est connu pour avoir possédé Altava, supposée être la capitale en raison de son importance sous les rois ultérieurs, et au moins deux autres villes, Castra Severiana et Safar, comme mention est faite des fonctionnaires qu'il avait nommé là-bas. En tant que siège d’un diocèse ecclésiastique (le diocèse de Castra Severiana, un ancien évêché qui prospère au cours de l’Antiquité tardive), le contrôle de Castra Severiana peut avoir été particulièrement important.

### Relations avec l'Empire byzantin
L'historien byzantin, Procope de Césarée, mentionne qu'un roi berbère nommé Massônas, souvent supposé être la même personne que Masuna, s'est allié aux forces de l'Empire byzantin dans les années 530 pendant la guerre des Vandales. Masuna est supposé avoir été parmi les dirigeants berbères qui se sont volontairement soumis à Bélisaire et aux forces byzantines, exigeant en retour les insignes de leur pouvoir; une couronne d'argent, un bâton d'argent doré, une tunique et des bottes dorées.
Après la guerre des Vandales et la restauration de l'autorité romaine sur une partie de l'ex-Afrique romaine par les Byzantins, les gouverneurs romains locaux commencent à éprouver des problèmes avec certaines tribus berbères locales. La province de Byzacène est particulièrement affectée, observant des invasions répétées, la destruction de sa garnison locale et la mort de ses commandants. Le préfet du prétoire d'Afrique, Solomon, mène plusieurs guerres contre ces Berbères et les vainc deux fois. Les soldats berbères survivants se retirent en Numidie, unissant leurs forces à Iaudas, roi dans l'Aurès,. 
Masuna et un autre roi berbère allié à l'Empire byzantin, Orthaïas (qui dirige un royaume dans l'ancienne province de Maurétanie sétifienne), suggèrent à Salomon de poursuivre les rebelles berbères jusqu'en Numidie, ce qu'il accomplit. Toutefois, Solomon n’engage pas Iaudas au combat, ses soldats commençant à se méfier de la loyauté de ses alliés berbères et manquant de vivre, il construit plutôt une série de postes fortifiés le long des routes reliant la Byzacène à la Numidie,.

## Référencement